# Pseudione brattstroemi
Pseudione brattstroemi là một loài chân đều trong họ Bopyridae. Loài này được Stuardo, Vega & Cespedes miêu tả khoa học năm 1986.